# Pilatus P-3
Pilatus P-3 je vojni školski zrakoplov švicarskog proizvođača zrakoplova Pilatusa.

## Dizajn i razvoj
Iako je dizajniran nakon završetka Drugog svjetskog rata, Pilatus P-2 je izgledom podsjećao na prijeratne zrakoplova zbog čega je Pilatus odlučio osuvremeniti dizajn. To je rezultiralo Pilatusom P-3 koji je prvi put poletio 3. rujna 1953. s testnim pilotom Georgom Gizlerom za kontrolama.

Generalna konfiguracija je bila dosta slična onoj s P-2 a najveća razlika je bila u podvozju koji je sad bio tricikl tipa i poklopcu pilotske kabine koji se sad otvarao povlačenjem prema nazad. Bio je dosta lakši od svog prethodnika a pokretao ga je Lycoming GO-435-C2A motor koji je razvijao 260 ks.

## Povijest korištenja
Za potrebe švicarskog zrakoplovstva su izrađena 72 zrakoplova te su korišteni za obuku i promatračke zadaće ostavši u službi sve do 1995. Šest zrakoplova je 1963. isporučeno brazilskoj mornarici, a od tih šest, pet preživjelih je 1965. proslijeđeno brazilskom zrakoplovstvu. Kao što je i slučaj kod P-2, doređen broj P-3 još uvijek leti u rukama privatnika.

## Tehničke karakteristike (P-3-03)
Osnovne karakteristike
- dužina: 8,75 m
- raspon krila: 10,40 m
- površina krila: 16,55 m2
- visina: 3,05 m

Letne karakteristike
- najveća brzina: 310 km/h
- ekonomska brzina: 255 km/h
- dolet: 650 km
- brzina penjanja: 7 m/s
- najveća visina leta: 5.500 m
- specifično opterećenje krila: 90,6 kg/m2
- motor: 1 x Lycoming GO-435-C2A

## Vanjske poveznice
- Grupa privatnih vlasnika Pilatusa P-3